# António Tristão Correia de Lacerda Lebrim
António Tristão Correia de Lacerda Lebrim ( - m. 1917), 1.º e único Visconde de Beirós e 1.º e único Conde de Beirós, foi um empresário e político português. Foi grande proprietário em Sever do Vouga e influente eleitoral nos últimos anos da Monarquia Constitucional Portuguesa. Foi-lhe concedido o título de 1.º visconde de Beirós, em sua vida, por Decreto de D. Luís I de Portugal de 22 de Junho de 1866 e o mesmo rei o elevou a 1.º Conde de Beirós, em sua vida, por decreto de 25 de Maio de 1887. Casou com Maria Cândida Teles Pacheco, filha do 1.º Visconde de Aguieira e de sua mulher, sem geração.